# Bernd Lukasch
Bernd Lukasch (* 1954 in Berlin) ist ein deutscher Luftfahrthistoriker. Von 1992 bis 2019 leitete er das Otto-Lilienthal-Museum in Lilienthals Geburtsstadt Anklam.

## Leben
Bernd Lukasch studierte an der Humboldt-Universität zu Berlin Physik. Mit einer experimentellen Arbeit auf dem Gebiet der Festkörperphysik wurde er 1984 in der Promotion A zum Dr. rer. nat. promoviert. Der Geschichte der Luftfahrt zugeneigt, gehörte Lukasch 1988 zum Gründungsteam des Otto-Lilienthal-Museums. 1992 bis 2019 hatte er die Leitung des Museums inne; sein Nachfolger ist seit Januar 2020 der Maschinenbauer und Strömungsmechaniker Peter Busse.
In der Amtszeit Lukaschs erhielt das Lilienthal-Museum mehrere Auszeichnungen: 1991 ein Ehrendiplom und 1996 eine Anerkennung der internationalen Luftfahrtorganisation FAI sowie 1999 als erstes Museum im Osten Deutschlands einen European Museum of the Year Award – Special Commendation. 2001 erfolgte die Aufnahme in das Blaubuch als Kultureller Gedächtnisort mit besonderer nationaler Bedeutung. Lukasch war bis 2021 stellvertretender Vorsitzender des Museumsverbandes in Mecklenburg-Vorpommern.

## Werke
- Untersuchungen zur Langzeitausheilung durch Implantation amorphisierter Siliziumschichten. Dissertation, Humboldt-Universität, Berlin 1984.
- Mit Manuela Runge: Erfinderleben. Die Brüder Otto und Gustav Lilienthal. Berlin 2005/2007, ISBN 978-3-8270-0536-6, ISBN 978-3-8333-0467-5.
- Otto Lilienthal: Der Vogelflug als Grundlage der Fliegekunst. kommentierte Neuauflage Berlin, Heidelberg 2014, ISBN 978-3-642-41811-2.
- Otto Lilienthal auf Fotografien. Steffen-Media, Friedland 2016, ISBN 978-3-941681-87-3.
- Mit Markus Raffel: The Flying Man. Otto Lilienthal – History, Flights and Photographs. Springer 2022, ISBN 978-3-030-95032-3.